# Томас Мен (глумац)
Томас Рандал Мен Млађи (енгл. Thomas Randall Mann Jr.; Портланд, 27. септембар 1991) амерички је глумац.

## Детињство и младост
Рођен је у Портланду, а одрастао у Даласу. Отац му је руководилац грађевинских пројеката, а мајка медицинска сестра. Са 17 година се преселио у Калифорнија како би започео глумачку каријеру.

## Филмографија

### Филм
| Улоге Томаса Мена |                                  |               |                    |          |
| Година            | Српски назив                     | Изворни назив | Улога              | Напомена |
| 2012.             | Пројекат Икс                     |               | Томас Каб          |          |
| 2012.             | Мали проблем, велика невоља      |               | Рузвелт Леро       |          |
| 2013.             | Ивица и Марица: Ловци на вештице |               | Бен Валзер         |          |
| 2013.             | Предивна створења                |               | Весли Линколн      |          |
| 2015.             | Ја, Ерл и девојка на самрти      |               | Грег Гејнс         |          |
| 2015.             | У школи је најгоре               |               | Роџер Маркус       |          |
| 2017.             | Конг: Острво лобања              |               | Рег Сливко         |          |
| 2017.             | Амитивил: Буђење                 |               | Теренс             |          |
| 2019.             | Маза и Луња                      |               | Џим Дир            |          |
| 2021.             | Ноћ вештица убија                |               | млади Френк Хокинс |          |

### Телевизија
| Улоге Томаса Мена |                   |               |                |           |
| Година            | Српски назив      | Изворни назив | Улога          | Напомена  |
| 2009.             | Ај Карли          |               | Џефри Фланкен  | 1 епизода |
| 2009.             | Средина           |               | Брендан Николс | 1 епизода |
| 2017.             | Фарго             |               | Тадијус Мобли  | 1 епизода |
| 2023.             | Лекције из хемије |               | Боривајц       | 5 епизода |